# Die Scene

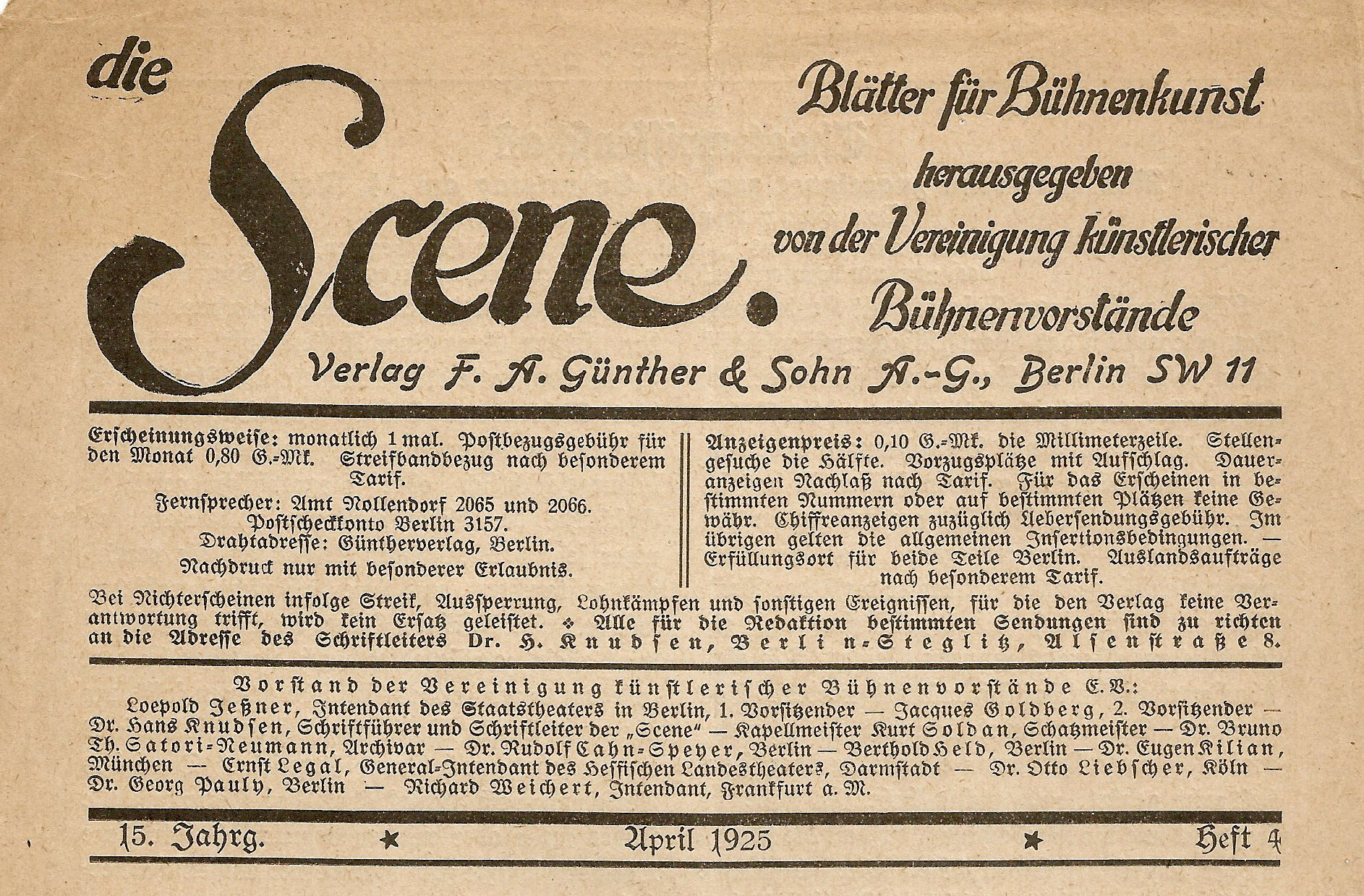
Die Scene Kopftitel

Die Scene war eine deutsche Zeitschrift für Theater, die von 1911 bis 1933 erschien.
Sie wurde herausgegeben von der Vereinigung künstlerischer Bühnenvorstände und ist in Berlin bei den Verlagen Vita. Deutsches Verlagshaus (1911–1922), F.A. Günther & Sohn (1922–1925) und Oesterheld (1925–1933) in monatlichen Heften erschienen.
Sie war eine der wichtigsten Theaterzeitschriften ihrer Zeit und behandelte allgemeine Fragen der Schauspielkunst, Regieprobleme, Interpretation einzelner Dramen-Szenen mit Blick auf die Darstellungspraxis, Themen der Theatergeschichte von Bedeutung für die aktuelle Theaterpraxis und Standesfragen. Angefügt waren Buchkritiken und Kunstbeilagen.

## Sonderhefte
Besonderen Wert hatten die Sonderhefte zu Spezialthemen: Goethes Götz, Mozarts Don Giovanni, Don Carlos, Fidelio, Faust und August Strindberg. In einer programmatischen Verlautbarung heißt es, die Zeitschrift sei „bestrebt, in jedem Heft für das Arbeitsgebiet der Spielleiter der Oper und des Schauspiels, der Dramaturgen, Kapellmeister, künstlerischen Beiräte und technischen Leiter, der dramatischen Autoren und der Schauspieler Wissenswertes zu veröffentlichen“.

## Mitarbeiter
Redakteure waren Carl Heine, Franz Graetzer, Erwin von Busse, Hans Knudsen, Gustav Steinbömer, Heinz Lipmann und Bruno Satori-Neumann. Beiträger waren unter anderen Walter Bloem, Carl Hagemann, Georg Hermann, Eugen Kilian, Max Reinhardt, Lothar Schreyer und Stefan Zweig.

## Namensähnlichkeit
- Theater-Anthologie "SCENE. Neue französische Theaterstücke" im Verlag Theater der Zeit in der Gegenwart